# Robin Appelqvist
Robin Appelqvist, född den 26 december 1991, är en svensk racerförare. Appelqvist tävlade i Renault Clio Cup JTCC mellan 2007 och 2009, med en femteplats som bästa totalplacering. 2010 började han köra Semcon Cup, privatcupen, i Swedish Touring Car Championship och 2011–2012 tävlade han i Scandinavian Touring Car Championship. 2013 tävlade han i Trofeo Abarth 500 Sweden, och 2014 i Trofeo Abarth Europe.